# Malocampa randauta
Malocampa randauta är en fjärilsart som beskrevs av William Schaus 1928. Malocampa randauta ingår i släktet Malocampa och familjen tandspinnare. Inga underarter finns listade i Catalogue of Life.